# Congreve (cráter)

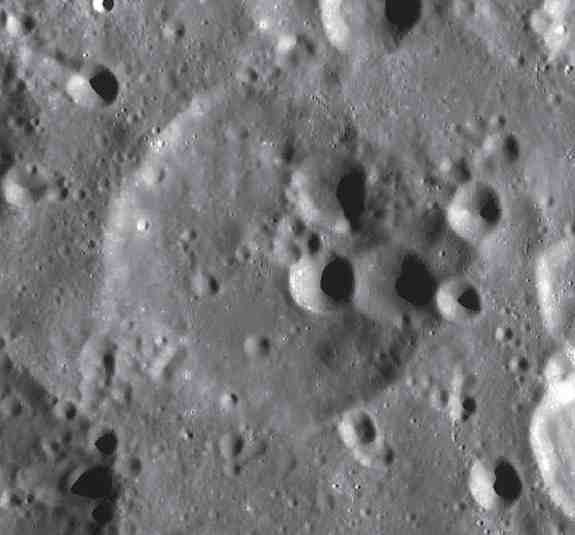
Imagen compuesta LAC-69 y LAC-87

Congreve es un cráter de impacto que se encuentra en la cara oculta de la Luna, prácticamente sobre el ecuador lunar. Al oeste-noroeste aparece la llanura amurallada del cráter masivo Korolev. Hacia el sureste se localiza el cráter Icarus y hacia el norte aparece Zhukovskiy.
El borde de este cráter está desgastado por la erosión de impactos posteriores, particularmente a lo largo del lado oriental, donde un par de pequeños cráteres yacen en el borde. El brocal y la pared interior son más prominentes en el oeste y el norte, mientras que sólo forman una cresta poco profunda hacia el sureste. El suelo interior se caracteriza por un conjunto de pequeños cráteres en la parte noreste, y de diminutos cráteres dispersos por todo el resto.

## Cráteres satélite
Por convención estos elementos son identificados en los mapas lunares poniendo la letra en el lado del punto medio del cráter que está más cerca de Congreve.
| |                                |          |
| \| Congreve \| Coordenadas \| Diámetro \| \| -------- \| ------------------------------ \| -------- \| \| G \| 0°54′S 163°42′O / -0.9, -163.7 \| 17 km \| \| H \| 1°12′S 165°12′O / -1.2, -165.2 \| 37 km \| \| L \| 3°36′S 166°18′O / -3.6, -166.3 \| 30 km \| \| N \| 3°24′S 168°12′O / -3.4, -168.2 \| 31 km \| \| Q \| 1°24′S 169°36′O / -1.4, -169.6 \| 59 km \| \| U \| 0°36′S 170°42′O / -0.6, -170.7 \| 59 km \| |                                |          |
| Congreve | Coordenadas                    | Diámetro |
| G | 0°54′S 163°42′O / -0.9, -163.7 | 17 km    |
| H | 1°12′S 165°12′O / -1.2, -165.2 | 37 km    |
| L | 3°36′S 166°18′O / -3.6, -166.3 | 30 km    |
| N | 3°24′S 168°12′O / -3.4, -168.2 | 31 km    |
| Q | 1°24′S 169°36′O / -1.4, -169.6 | 59 km    |
| U | 0°36′S 170°42′O / -0.6, -170.7 | 59 km    |